# Otto Sarony
Otto Sarony, conosciuto anche come Sarony il giovane (Williamsburg, 1850 – New York, 14 settembre 1903), è stato un fotografo statunitense.
Ereditò l'azienda fotografica di ritrattistica di fama internazionale creata dal padre, Napoleon Sarony, riconosciuta come una tra le più famose del XIX secolo per le foto teatrali e delle celebrità, proseguendone per qualche anno l'attività

## Biografia
Sarony nacque a Williamsburg, un sobborgo di Brooklyn, al tempo in cui il padre era il gestore dello studio litografico "Sarony & Major". Imparò l'arte fotografica dal padre e lavorò come operatore nel suo atelier fin dalla fondazione nel 1868. Una volta laureatosi, assunse la direzione dell'attività della ritrattistica universitaria dell'azienda, dirigendo altri operatori e fotografando i cadetti dell'United States Military Academy nel 1870 e dall'anno successivo delle Università Yale, Wesleyan University, Dartmouth College, Union College, Hamilton College. Scattò molti dei ritratti commerciali pubblici realizzati dallo studio negli anni Settanta.
A quanto è dato sapere Otto iniziò a dirigere le sessioni fotografiche dello studio a partire dalla fine degli anni Ottanta e a divenirne effettivamente il direttore dal 1893 con l'approssimarsi della morte del padre che avvenne nel 1896. Nei due anni che seguiriono fu l'unico proprietario dell'attività Sarony continuò ad occuparsi di foto teatrali e di celebrità. Improvvisamente nel 1898 vendette tutto quanto, "tutti gli impianti, gli strumenti, le macchine fotografiche, gli obiettivi, i campioni e i materiali utilizzati presso l'istituto fotografico... insieme al marchio "Sarony", al litografo Jonathan F. Burrow.
Sembra che Otto Sarony si dimostrasse più interessato alle gare di pattinaggio di velocità, di nuoto, di canottaggio e di vela. Fu anche uno dei membri fondatori del New York Athletic Club, di cui ricoprì anche cariche dirigenziali. Questo forse fu uno dei motivi per i quali nel 1902 vendette il "marchio" anche all'imprenditore fotografico Theodore C. Marceau. Non sono noti i motivi della doppia vendita: se per raccogliere denaro o per creare un concorrente al "marchio Sarony" già ceduto a Burrow. Marceau ragionò che se fosse riuscito ad acquistare i diritti sul nome del figlio di Napoleon, Otto, avrebbe potuto contare sul nome più significativo nella ritrattistica teatrale e delle celebrità. Con questo intento, aprì una lussuosa galleria e Edgar A. Caffey divenne il suo fotografo. Per gran parte del primo decennio del XX secolo, Marceau gestì due importanti studi a New York. Ciononostante, tutto ciò costrinse Marceau a una lunga battaglia legale contro Jonathan ed Ernest Burrow sul possesso del marchio che però si concluse a suo sfavore.
Dopo la morte di Sarony a causa della tisi, l'etichetta "Sarony" pubblicò fotografie scattate da vari fotografi. Nel 1906, in seguito alla del tribunale, i due "marchi" Sarony si fusero, moltiplicando il volume d'affari. Non vi è certezza, almeno dopo il 1898, fino al 1903, che i ritratti rinvenuti siano stati fotografati da Otto Sarony, il quale preferiva la lastra al collodio umido, anche se meno nitida di quelle ormai in circolazione al bromuro d'argento.
Tra i fotografi certi che lavorarono in quello studio, alcuni prima mentre altri si aggiunsero dopo la sua morte, anche se mai accreditati, sappiamo che vi furono: Benjamin Richardson, Frank E. Geisler, Donald Biedler. Nel 1922 lo studio venne acquisito da Edwin Mersereau che lo riconvertì alla ritrattistica convenzionale.